# Maurizio Bucci
Maurizio Bucci (Sant'Angelo del Pesco, 1923) é um diplomata italiano, ex-Representante Permanente nas Nações Unidas em Nova Iorque e ex-presidente da UNICEF (1986–1987).
Trabalhou no ministério italiano dos negócios estrangeiros desde 1949, e foi chefe de gabinete de  Carlo Sforza e Alcide De Gasperi. Membro da delegação italiana que negociou o tratado para o estabelecimento da Comunidade Europeia do Carvão e do Aço e da Comunidade Europeia de Defesa. Também participou nas negociações do Tratado de Roma.
Foi embaixador em Damasco de 1973 a 1976 e em Brasília de 1976 a 1979. Foi também diretor-geral dos Assuntos Económicos no Ministério dos Negócios Estrangeiros de 1979 a 1984 e Representante Permanente nas Nações Unidas em Nova Iorque em 1984. Foi também presidente da UNICEF (da Comissão Executiva) de 1986 a 1987.